# Nick

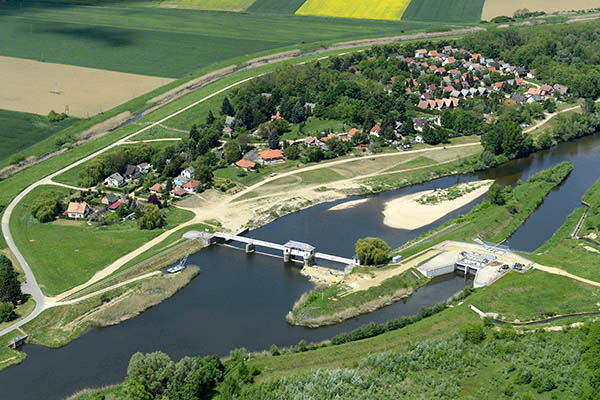
A Nickhez tartozó Műgát nevű telep a Rába partján, a gát mellett

Nick község a Nyugat-Dunántúli régióban, Vas vármegyében, a Sárvári járásban (ejtsd: [nick]).

## Fekvése
A Kisalföldön, a Rába és a Répce között fekszik, a vármegye északi részén, a Kőris-patak mellett. A megyeszékhely, Szombathely körülbelül 40, a legközelebbi város, Répcelak mintegy 2 kilométerre található.
A szomszédos települések: észak felől Répcelak, északkelet felől Rábakecöl, kelet felől Kenyeri, délnyugat felől Uraiújfalu, nyugat felől pedig Vámoscsalád. Nagyon kevés híja van annak, hogy nem határos délkelet felől még Csöngével is.

### Megközelítése
Közigazgatási területén áthalad az M86-os autóút, az északi határszélét pedig érinti a 86-os főút is, az ország távolabbi részei felől ezek a legfontosabb közúti megközelítési útvonalai. A 86-osról Répcelak déli részén lekanyarodva, az M86-osról a répcelaki csomópontnál letérve érhető el a község. Megközelíthető még déli irányból, a 84-es főút felől is; mindkét irányban a Rábapatyot Répcelakkal összekötő 8447-es úton érhető el.
A közúti tömegközlekedést a Volánbusz autóbuszai biztosítják.
Vasútvonal ma már nem vezet át a településen. A legközelebbi vasúti csatlakozási lehetőséget ezért Répcelak vasútállomás kínálja, a GYSEV 16-os számú, Hegyeshalom-Csorna-Szombathely közötti vonalán. Korábban áthaladt a községen a Fertővidéki Helyiérdekű Vasút Fertőszentmiklós–Celldömölk közti szakasza, amelyen a településnek saját vasútállomása is volt, de ezt a vonalat már régen megszüntették, a legtöbb szakaszán el is bontották.

## Története
Első írásos említése 1221-ből származik. Valószínűleg a Ják nemzetség alapította. Birtokosai a Niczky, a Szelestey, a Kőszegi, majd 1380-tól a Kanizsai család voltak.

## Közélete

### Polgármesterei
- 1990–1994: Biczó Elemér (MDF)[3]
- 1994–1998: Biczó Elemér (független)[4]
- 1998–2002: Kiss Lajos (független)[5]
- 2002–2006: Kiss Lajos (független)[6]
- 2006–2010: Kiss Lajos (független)[7]
- 2010–2014: Csorba József (független)[8]
- 2014–2019: Csorba József (független)[9]
- 2019–2024: Csorba József (független)[10]
- 2024– : Szabó Ervin (független)[1]

## Népesség
2001-ben a lakosság csaknem 100%-a magyarnak vallotta magát.
A 2011-es népszámlálás során a lakosok 87,2%-a magyarnak, 1,6% németnek, 0,2% lengyelnek mondta magát (11,7% nem nyilatkozott; a kettős identitások miatt a végösszeg nagyobb lehet 100%-nál).
2022-ben a lakosság 93,2%-a vallotta magát magyarnak, 2,7% németnek, 0,4% lengyelnek, 0,2-0,2% görögnek, szlováknak, szerbnek, cigánynak és románnak, 0,9% egyéb, nem hazai nemzetiségűnek (5,4% nem nyilatkozott; a kettős identitások miatt a végösszeg nagyobb lehet 100%-nál). Vallásuk szerint 57,8% volt római katolikus, 8,1% evangélikus, 0,9% református, 0,4% görög katolikus, 1,1% egyéb katolikus, 4,7% felekezeten kívüli (27,2% nem válaszolt).
- 1840: 471 fő
- 1910: 837 fő
- 1940: 819 fő
- 1983: 700 fő
- 1990: 613 fő
- 2001: 564 fő
- 2009: 521 fő

| Lakosok száma | 484  | 488  | 481  | 504  | 559  | 540  | 552  |
|               | 2013 | 2014 | 2015 | 2021 | 2022 | 2023 | 2024 |

## Vallás
A 2001-es népszámlálás adatai alapján a lakosság kb. 88%-a római katolikus és kb. 7,5%-a evangélikus vallású. Nem tartozik egyetlen egyházhoz vagy felekezethez sem, illetve nem válaszolt kb. 4,5%.
2011-ben a vallási megoszlás a következő volt: római katolikus 74,7%, református 0,4%, evangélikus 6,2%, izraelita 0,2%, felekezet nélküli 4,5% (13,6% nem nyilatkozott).

### Római katolikus egyház
A Szombathelyi egyházmegye (püspökség) Sárvári Esperesi Kerületébe tartozik. Nem önálló egyházközség, a Répcelaki plébániához tartozik, mint filia. Római katolikus templomának védőszentje Szent Anna.

### Evangélikus egyház
Az evangélikus vallás 1526 után jelent meg a faluban, majd rövidesen a teljes népesség áttért az új vallásra.
A Nyugati (Dunántúli) Evangélikus Egyházkerület (püspökség) Vasi Egyházmegyéjében (esperesség) lévő Répcelak-Csánigi Evangélikus Egyházkerülethez tartozik, mint szórvány.

## Természeti értékek
- A Rába és árterülete - a nicki műgát melletti terület mára már teljes üdülő- és pihenőövezetté vált.

## Nevezetességei
- Római katolikus (Szent Anna-) templom: 1786-ban épült, barokk stílusban.
- Nicki műgát: 1930-32 között épült meg, Európa 2. duzzasztójaként. Legutóbb 2000-ben újították fel.

## Híres emberek
Itt született Kiss Ferenc (1942–2015) olimpiai bronzérmes, Európa-bajnok birkózó

## Külső hivatkozások
- Nick honlapja
- Nick térképe Archiválva 2008. május 21-i dátummal a Wayback Machine-ben
- A csatornán jött a balsors: Nick, a 100 milliós adótartozást nyögő falu Archiválva 2010. augusztus 17-i dátummal a Wayback Machine-ben – Origo, 2010. augusztus 6.